# آقایارلو
آقایارلو یک روستا در ایران است که در دهستان گرده واقع شده‌است. آقایارلو ۴۰ نفر جمعیت دارد و مردمانش به زبان تالشی و لحجه پیله رودی صحبت میکنند.